# Stagnicola walkeriana
Stagnicola walkeriana är en snäckart som beskrevs av F. C. Baker 1926. Stagnicola walkeriana ingår i släktet Stagnicola och familjen dammsnäckor. Inga underarter finns listade i Catalogue of Life.